# Deutsche Gastruppen im Ersten Weltkrieg
Die deutschen Gastruppen im Ersten Weltkrieg waren Verbände der Pioniertruppe im deutschen Heer, die während des Ersten Weltkriegs auf den Einsatz von Giftgasen als chemische Waffe spezialisiert waren. Ab Januar 1915 nach dem Plan und unter der Aufsicht des späteren Nobelpreisträgers Fritz Haber aufgestellt, verloren sie ab Sommer 1917 zunehmend an Bedeutung. An die Stelle der auf Blasangriffe spezialisierten Gastruppen traten Einheiten der regulären Artillerie, die mit Gasminenwerfern und Giftgasgranaten ausgerüstet waren. Der Einsatz von chemischen Waffen war damit nicht länger auf eine Spezialtruppe beschränkt. 1918 war etwa ein Drittel aller verwendeten Artilleriegranaten mit chemischen Kampfstoffen gefüllt. Es gibt jedoch auch Hinweise darauf, dass der Anteil an Giftgasmunition viel höher gewesen sein könnte.

## Geschichte

### Aufstellung

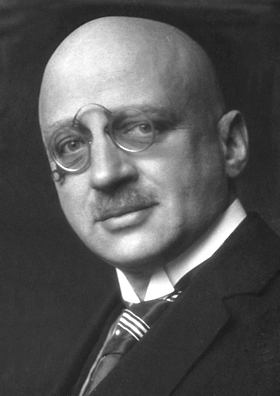
Fritz Haber, 1918

Die erste deutsche Spezialtruppe für den Gaskampf wurde seit Anfang Januar 1915 aufgestellt, nachdem ein entsprechender Vorschlag zum Einsatz von Chlorgas als chemische Waffe vom Chef des Großen Generalstabs, Erich von Falkenhayn, gebilligt worden war. Die zur Gastruppe abgestellten Soldaten wurden nach dem Plan und unter der Aufsicht des deutschen „Chefkriegschemikers“ Professor Fritz Haber vom Kaiser-Wilhelm-Institut für Physikalische Chemie und Elektrochemie in der Technik und Taktik des Gasangriffs ausgebildet, wozu auch die Festlegung des Angriffsdatums aufgrund der Wettervorhersage sowie Experimente zur Bestimmung der notwendigen Gaskonzentration gehörten.

### Einsatzprofil
Den taktischen Wert der Gaswaffe sah Haber darin, dass sie in einem Überraschungsschlag Bewegung in den Stellungskrieg bringen und die erstarrten Fronten aufbrechen sollte.

### Technik des Blasverfahrens
Bei dem von Haber vorgeschlagenen „Blasverfahren“ sollte ein als Kampfstoff geeignetes Giftgas bei entsprechenden Windverhältnissen als zusammenhängende Wolke aus den eigenen Stellungen freigesetzt werden, in die feindlichen Reihen strömen und die verschanzten Soldaten aus ihren Stellungen treiben.
Als Kampfstoff für das Blasverfahren benutzte das deutsche Heer aufgrund der Vorschläge Habers zunächst Chlorgas, das billig herzustellen und als Nebenprodukt der Farbenherstellung in der deutschen Industrie in großen Mengen vorhanden war. Man kann Chlorgas leicht komprimieren und in flüssigem Zustand in Flaschen füllen, wodurch es leicht zu transportieren ist. Da verflüssigtes Chlorgas Eisen nicht angreift, wurde es in zylindrischen Stahlflaschen (anfangs handelsübliche Kohlensäure-Flaschen) gelagert. Zur Sicherheit wurden die Gasflaschen innen mit Blei ausgekleidet. An der Gasflasche befand sich ein Druckventil zum Ableiten des Gases, an dem vor dem Angriff ein flexibles Rohr aus Blei befestigt wurde. War das Ventil einmal geöffnet, so leerte sich eine Gasflasche innerhalb von 2 bis 3 Minuten und setzte den Kampfstoff in die Umgebung frei. Anfangs wurden die Gasflaschen direkt in den chemischen Fabriken gefüllt, später wurden 40 Lastwagen zu diesem Zweck ausgerüstet, die den Pioniereinheiten zugeteilt wurden, die für die Gasangriffe zuständig waren.
Das in der Füllstation abgefüllte flüssige Chlorgas wurde entweder mit der Eisenbahn (Vollbahn, Klein- und Förderbahnen) oder mit Karren an die Front transportiert. Um verräterische metallische Geräusche zu verhindern, wurden die Gasflaschen in Stroh gewickelt. Aufgabe der Gastruppen war es dann, die Gasflaschen in unmittelbarer Frontnähe in die Brüstungen der Schützengräben einzubauen, mit Sandsäcken zu umpacken und an den Ventilen die 3 m langen Bleischläuche anzubringen, die – gegen den Feind gerichtet – bis über den Grabenrand gelegt wurden. Diese Tätigkeiten wurden von den „Frontbeobachtern“ überwacht, jenen von Haber für die Gastruppen herangezogenen Spezialisten. Sie hatten zunächst die örtlichen Bedingungen für die Möglichkeiten des Einsatzes von Chlorgas mit dem Blasverfahren zu untersuchen und den Einbau der Gasflaschen zu leiten. Beim Angriff selbst mussten sie Gaskonzentrationen messen und dafür sorgen, dass bei unerwarteten Winddrehungen die eigenen Truppen nicht gefährdet wurden. Die Befehlsgewalt über die Gastruppen verblieb bei den Truppenoffizieren.
Bevor über einen Gasangriff entschieden wurde, musste der Führungsstab der Gastruppen zwei wichtige Parameter berücksichtigen: das Wetter und die Geländebedingungen.

#### Wetterbedingungen
Für einen Gasangriff mit dem Blasverfahren durfte die Geschwindigkeit des Windes nicht mehr als 3 m/s betragen, da sich die durch das Abblasen der Gasflaschen erzeugte Gaswolke sonst zu schnell auflöste; andererseits durfte sie nicht weniger als 1,5 m/s betragen, weil sonst das Risiko bestand, dass das Gas stagnierte und zur Gefahr für die angreifenden deutschen Truppen wurde.
Zudem musste man warten, bis der Wind direkt oder schräg in Richtung auf den Feind wehte, was nicht immer der Fall war, da während des Stellungskriegs an der Westfront die Frontlinie von Nordwesten nach Südosten ausgerichtet war und der Wind in dieser Gegend in der Hauptsache aus westlicher Richtung weht. Aus diesem Grund waren bei den Kämpfen in Flandern die alliierten Truppen von den Wetterbedingungen her häufig im Vorteil. Vor allem zu Beginn des Frühlings wehte der Wind jedoch aus nordöstlicher Richtung, was ein Vorteil für die deutschen Truppen war.
Man musste auch große Hitze wegen der starken Sonnenstrahlung vermeiden, ebenso starken Regen, da sich das Gas dann sehr schnell auflösen würde. Der beste Moment für einen Gasangriff mit dem Blasverfahren war der frühe Morgen, vor allem wenn Nebel herrschte, oder der Abend bei Sonnenuntergang.

#### Geländebedingungen
Dass die deutschen Gastruppen die meisten Angriffe mit dem Blasverfahren in Flandern oder in der Champagne durchführten, hat seinen Grund darin, dass dort das Gelände flach und wenig bewachsen ist. In Geländeformationen, die von Tälern oder tiefen Mulden durchschnitten werden, kann das durch den Wind fortgetriebene Gas wieder zurückwehen, nachdem es an einem Hang abgeprallt ist. In Geländeformationen mit niedriger Vegetation (Felder, Weinberge usw.) teilt sich die Gaswolke, wobei der untere Teil in der Vegetation hängen bleibt, während der obere Teil zwar weiterzieht, aber an Konzentration verliert. Im bewaldeten Gelände dringt die Gaswolke in den Wald ein und löst sich dort sehr schnell auf, oder treibt darüber hinweg, um mehrere Kilometer weiter wieder niederzugehen. Wasserläufe wiederum können die Gaswolke aufhalten, und große Wasserflächen können sie im Fall von Chlor sogar absorbieren.

#### Angriffsvorgang

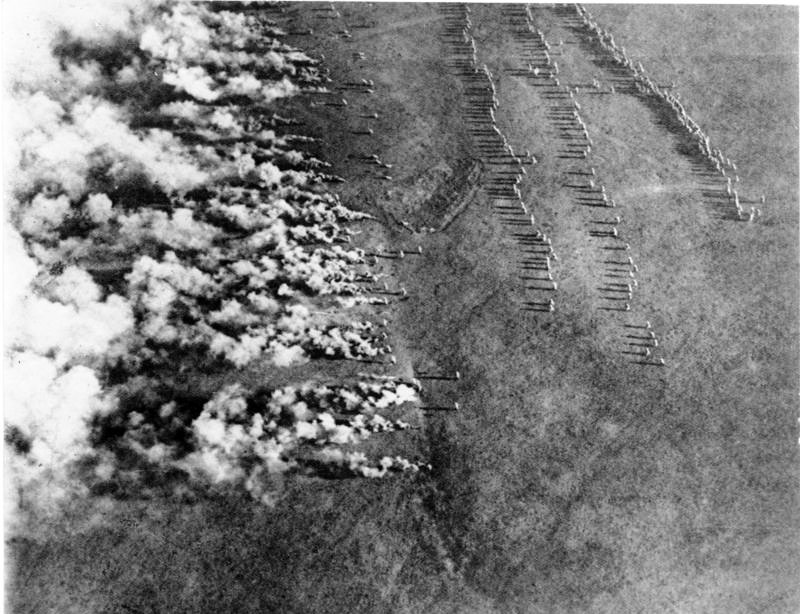
Luftaufnahme eines deutschen Gasangriffs mittels Blasverfahren (1916)

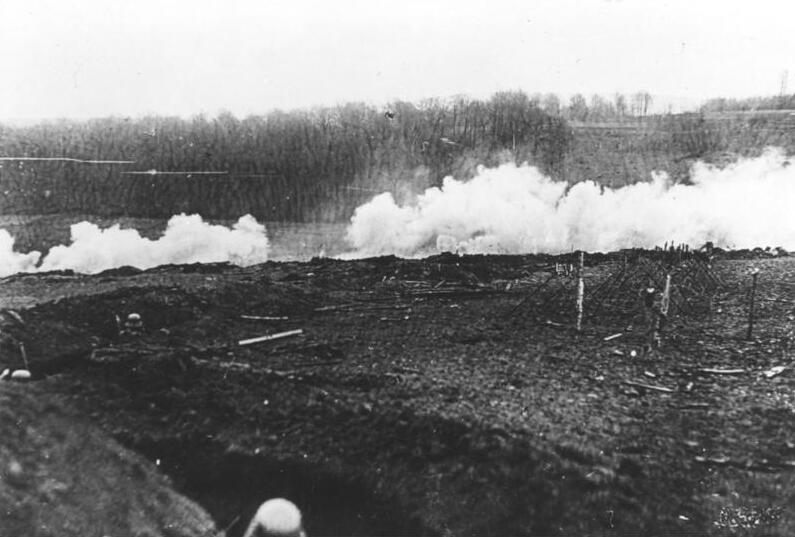
Gaswolken über Schlachtfeld

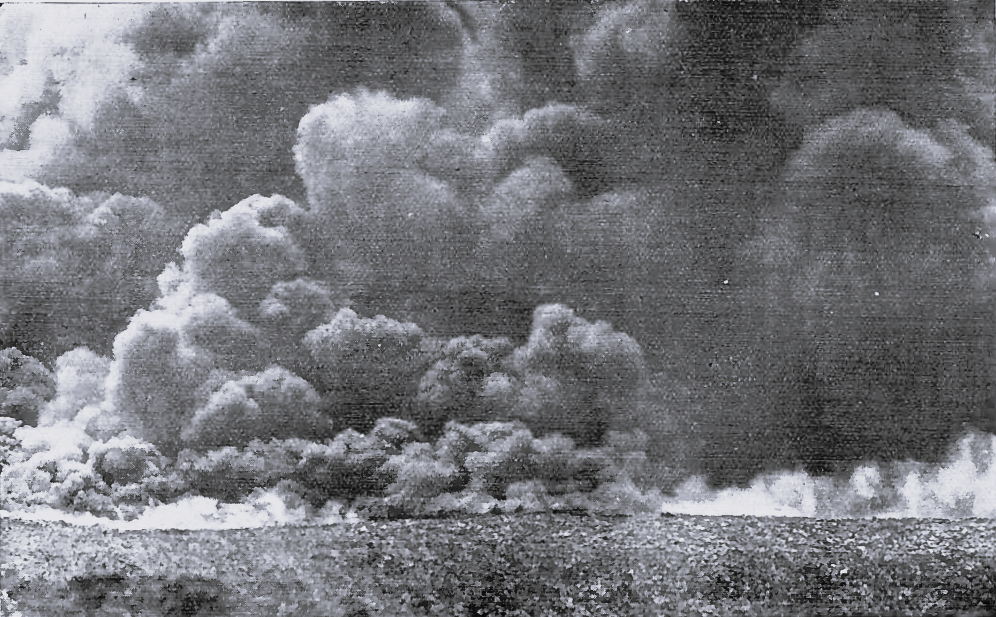
Gasangriff (1917)

Für einen Gasangriff per Blasverfahren war bei den deutschen Truppen folgender Ablauf festgelegt: „Sobald der Befehl zum Angriff ergangen ist, zieht sich die eigene Infanterie zurück, bis auf einige Maschinengewehre, die die Pioniere schützen, während sie das Abblasen des Giftgases vorbereiten. Dann öffnen die Pioniere die Ventile der Gasflaschen, und das Chlorgas entweicht und bildet eine Wolke. Unter idealen Wetterbedingungen kann die entstehende Gaswolke ungefähr 30 km zurücklegen. Im Umkreis von 15 km ist sie tödlich. Einige Minuten nach dem Abblasen des Gases besetzen die mit Gasmasken ausgerüsteten Infanteristen nach und nach die von dem Feind verlassenen Schützengräben.“ Diese Art von Taktik konnten die deutschen Truppen besonders in den Jahren 1915 und 1916 mit Erfolg anwenden.
Auf die Arbeiten Habers aufbauend, sorgte die Nernst-Duisberg-Kommission dafür, dass dem von den deutschen Gastruppen abgeblasenen Chlorgas in zunehmender Konzentration Phosgen hinzugefügt wurde. Nachdem die deutschen Soldaten aufgrund der Arbeiten von Richard Willstätter mit Schutzmasken versorgt werden konnten, die vor Chlorgas und Phosgen schützten, war der routinemäßige Einsatz von Phosgen als Beimischung zu Chlorgas ohne Risiko möglich. Erstmals geschah dies Ende Mai 1915 sowohl an der Westfront gegen französische Soldaten als auch an der Ostfront bei Bolimów an der Bzura, wo bereits 240 Tonnen Chlorgas, dem bis zu ca. 5 % Phosgen beigemischt war, abgeblasen wurden. Weitere Angriffe dieser Art an der Ostfront fanden am 12. Juni und 6. Juli 1915 statt. Ein weiterer großer Blasangriff mit einer Chlor-Phosgen-Mischung erfolgte am 19. Dezember 1915 an der Westfront bei Wieltje in Flandern gegen die Briten mit 180 Tonnen Giftgas. Außerdem wurden Chlor-Chlorpikrin-Gemische abgeblasen, wobei der erste Angriff mit Chlorpikrin von der russischen Armee geführt wurde. Den mengenmäßigen Höhepunkt der deutschen Blasangriffe stellen der 19. und der 20. Januar 1916 dar. Bei diesem Angriff wurden von den Gastruppen 500 Tonnen einer Chlorgas-Mischung an der Marne bei Reims abgeblasen.

### Personal
Der Personalbestand der deutschen Gastruppen setzte sich hauptsächlich aus chemisch und medizinisch vorgebildeten Soldaten und Offizieren zusammen. Kommandeur der Gastruppen war Oberst Max Peterson, dessen Stab sich anfangs aus seinem Adjutanten Otto Lummitzsch, dem Oberleutnant d.R. Ludwig Hermann und Fritz Haber selbst zusammensetzte. Als technischer Adjutant Habers fungierte sein Privatassistent am Kaiser-Wilhelm-Institut in Berlin, Friedrich Kerschbaum. Peterson (nach dem das spätere Pionier-Regiment Nr. 35 auch „Gasregiment Peterson“ genannt wurde) wurde später zum Generalmajor befördert.
Fritz Haber, der später zum Hauptmann d.R. befördert wurde, bemühte sich, die Offiziersstellen der Gastruppen so weit wie möglich mit qualifizierten Wissenschaftlern zu besetzen, vor allem mit Physikern und Chemikern, aber auch Medizinern, Pharmazeuten und Meteorologen. James Franck etwa, der sich als Kriegsfreiwilliger gemeldet hatte und zunächst damit beschäftigt war, in Königsberg Schützengräben auszuheben, wurde brieflich vom Haber'schen Institut angefordert und in das Pionier-Regiment Nr. 35/36 abkommandiert. Andere Kriegsdienstpflichtige umgingen den Dienst in der Gastruppe, indem sie sich von anderen Truppenteilen anwerben ließen. Max Born schloss sich einer Einheit von Physikern und Technikern unter Max Wien an, die Funkgeräte für Flugzeuge entwickelten. Diese seien zwar, laut Borns Erinnerungen, „weniger brillant als die Gasleute“ gewesen, hätten dafür aber „doch eine viel harmlosere Aufgabe“ gehabt.
Zu den von Haber für den Dienst in den Gastruppen herangezogenen Soldaten gehörten zum Teil Wissenschaftler, die später zu Weltruhm gelangten. Zu erwähnen sind die späteren Nobelpreisträger James Franck, Otto Hahn und Gustav Hertz, aber auch Wilhelm Westphal, Hans Geiger oder Erwin Madelung.
Hugo Stoltzenberg, ein weiterer Assistent Habers, öffnete am 22. April 1915 die Chlorgashähne bei Ypern, womit zum ersten Mal Giftgas an der Westfront eingesetzt wurde.

## Gliederung
Die als Desinfektionseinheiten getarnten Spezialtruppen für den Gaskampf bestanden anfangs aus drei Pionierkompanien, die überwiegend aus kriegsfreiwilligen Studenten gebildet wurden. Trainiert wurden sie auf dem Schießplatz Wahn nahe Köln.
Am 29. März 1915 wurde Habers Spezialtruppe unter dem Kommando von Oberst Max Peterson in zwei Bataillone zu jeweils drei Kompanien umorganisiert. Nach dem ersten erfolgreichen Gasangriff während der Zweiten Flandernschlacht am 22. April 1915 bei Ypern wurden daraus zwei Pionierregimenter gebildet, deren Aufgabe der Einsatz von Giftgas im Blasverfahren war: am 27. April 1915 wurde zunächst das Pionier-Regiment Nr. 35 formiert, Anfang Mai das Pionier-Regiment Nr. 36.
Als Garnison der ersten deutschen Gas-Pioniere diente Breloh in der Lüneburger Heide. Der nahe Truppenübungsplatz war als „Gasplatz Breloh“ wichtigstes Versuchs- und Trainingsareal, das mit fortschreitender Kriegsdauer immer weiter ausgebaut wurde. Ab 1916 entstanden auf dem rund 6.500 Hektar großen Gelände drei Werke für die Herstellung von chemischen Kampfstoffen und zur Fertigung von entsprechender Munition. 1918 produzierten in diesen Anlagen mehr als 6.000 Menschen (75 Offiziere, 677 Unteroffiziere und ca. 5.775 sonstiges Personal) rund ein Viertel der gesamten Kampfstoffmunition für das deutsche Heer. Auf Schießbahnen und Erprobungsflächen wurden umfangreiche Versuche mit Substanzen und Waffensystemen durchgeführt.
Die Pionier-Regimenter Nr. 35 und 36 bestanden jeweils aus zwei Bataillonen zu jeweils drei Kompanien, einer Kompanie für die Bestände (Material), einer Wetter- und einer Funkstation. Bei Einsatz des Blasverfahrens bestand jede Gasbatterie aus zwanzig Gasflaschen. Jeder Trupp musste die Flaschen in die Schützengräben einbauen und tarnen, damit sie nicht vom Flugzeug aus oder von Patrouillen gesehen werden konnten. Diese Arbeit wurde ausschließlich nachts durchgeführt. Auf jeweils einem Kilometer Frontlinie befanden sich fünfzig Batterien zu 1.000 Gasflaschen mit insgesamt ca. 20.000 kg Giftgas. Ein Regiment konnte so in fünf Nächten eine Frontlinie von zwölf Kilometern Länge für einen Angriff per Blasverfahren ausrüsten.
Im August 1917 wurden die Pionier-Regimenter Nr. 35 und 36 aufgelöst und als selbständige Pionier-Bataillone 35, 36, 37 und 38 neu formiert. Noch im letzten Kriegsjahr wurde die Gastruppe erweitert: im Februar 1918 kam das Pionier-Bataillon 39 hinzu, im Juni 1918 die Pionier-Bataillone 94, 95 und 96, so dass es bei Kriegsende acht Giftgas-Einheiten im deutschen Heer gab.
Im Frühjahr 1916 benutzten die deutschen Truppen bis zu 500 Tonnen chemischer Substanzen und im Frühjahr 1917 noch einmal 300 Tonnen.
Im Verlauf des Stellungskrieges war die Kriegführung immer mehr von den neuen technischen Kampfmitteln geprägt. Deshalb wurden den deutschen Armeeoberkommandos sukzessive weitere Stäbe angegliedert, die dem Chef des Generalstabs direkt unterstanden. Sie sollten die Armeeführung und die unterstellten Truppenteile hinsichtlich ihrer Waffengattung beraten. So verfügte etwa das Armeeoberkommando 17 am 27. September 1918 neben dem angegliederten Stab des Generals der Pioniere auch über einen eigenen Stabsoffizier der Gastruppen (Stogas.)

## Kampfeinsatz

### Angriffe mit dem Blasverfahren

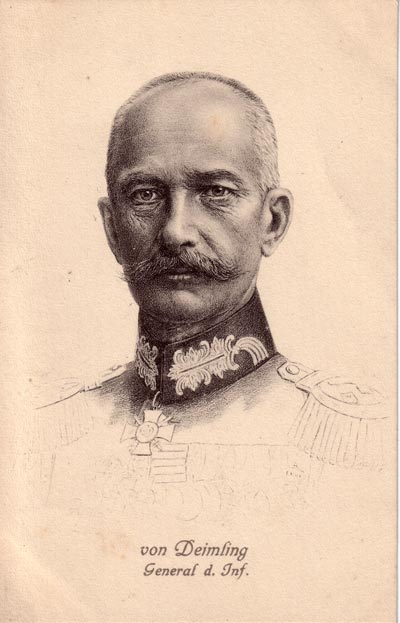
Berthold von Deimling

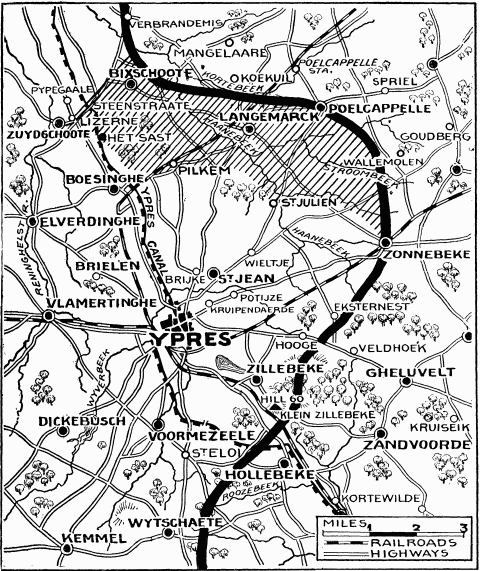
Zweite Flandernschlacht, Lage am 30. April 1915 nach den Gasangriffen der vorangegangenen Tage

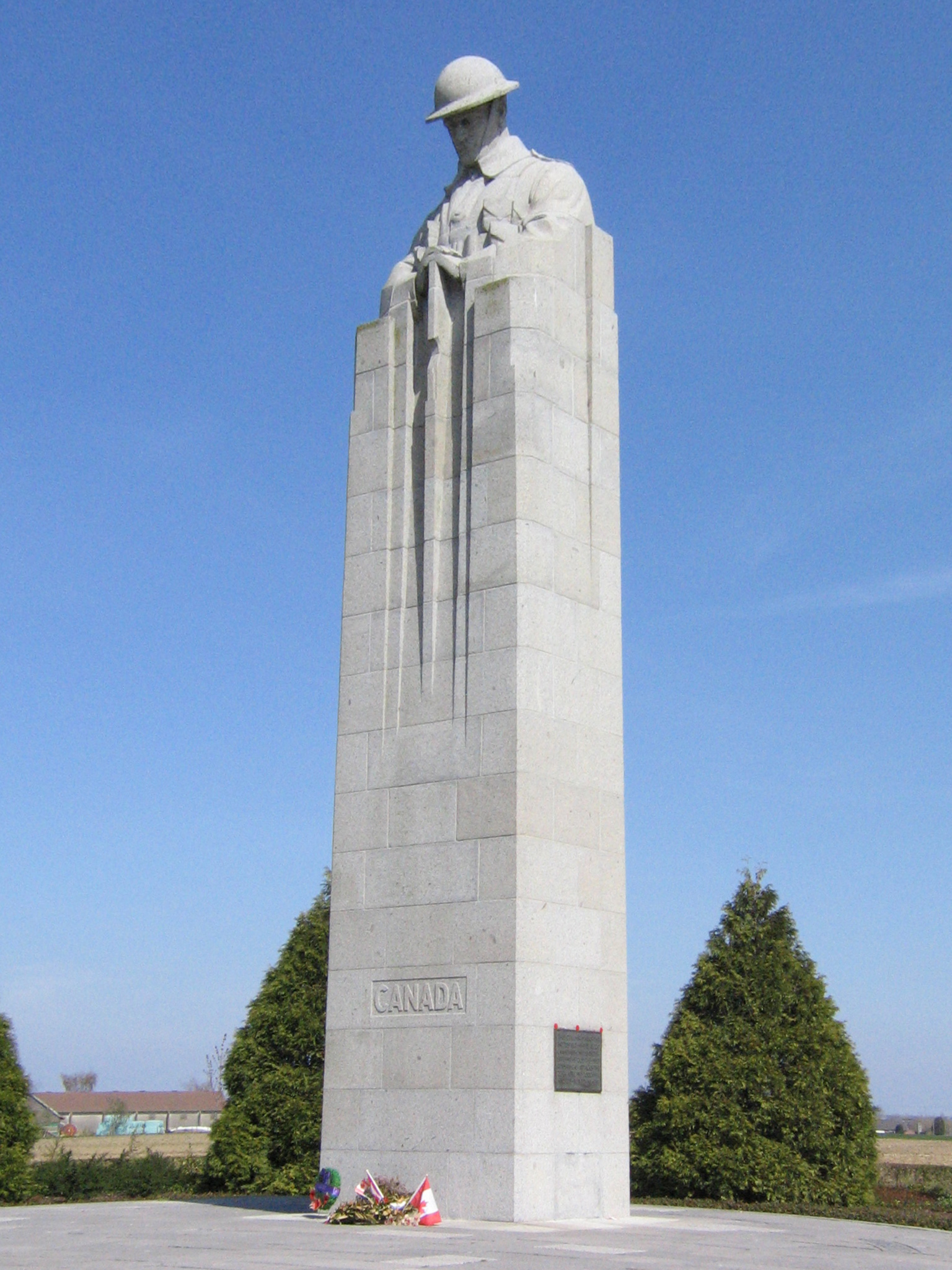
Saint Julien Memorial (1923) für die bei den ersten Gasangriffen am 22. und 24. April 1915 getöteten kanadischen Soldaten

Der erste Kriegseinsatz der deutschen Gastruppe fand während der Zweiten Flandernschlacht am 22. April 1915 östlich von Ypern (Belgien) statt. General Erich von Falkenhayn befahl im Abschnitt der 4. Armee einen begrenzten Angriff, um die Wirkung des neu entwickelten Kampfgases zu erproben. Dem mit dem Angriff beauftragten Armeeführer Albrecht von Württemberg wurde der Abschnitt Gheluvelt-Langemarck–Yser-Kanal zugewiesen.
Der Generalstabschef der 4. Armee, Generalmajor Ilse, organisierte mit Oberst Peterson, dem Führer der chemischen Waffen, den Ablauf des Gaseinsatzes. Das für den Angriff nötige Chlorgas war in 6.000 Flaschen zu 40 kg und in 24.000 Flaschen zu 20 kg an die Westfront geliefert worden. Ab dem 10. März 1915 waren zunächst beim südlichen Ypernbogen die Randbedingungen für den Einsatz des Gases getroffen worden, wurden aber wegen technischer Probleme, Feindbeschuss, Reparaturen und Einbaus zusätzlicher Flaschen in den nördlichen Ypernbogen verschoben.
Im neuen Einsatzgebiet angekommen, begannen die Gas-Pioniere die Schützengräben der vordersten Linie zwischen Bixschoote und Langemarck auf einer Länge von sieben bis acht Kilometern zu erweitern, um dort Flaschen mit Chlorgas zu deponieren. Die Füllstation und die für die Bestände zuständige Kompanie befanden sich in Kortemark, etwa zehn Kilometer weiter nördlich an der Straße von Diksmuide nach Tielt.
Die Vorbereitungen wurden am 11. April 1915 endgültig fertiggestellt. Am 22. April 1915 konnte das Gas bei Nordostwind gegen die feindlichen Stellungen abgeblasen werden. Den Befehl zum Angriff um 18 Uhr gab General Berthold von Deimling (seit 1913 Kommandierender General des XV. Armee-Korps) um 17 Uhr 24. Der Angriff dauerte sechs bis acht Minuten. Jeder Führer einer Abteilung konnte die entsprechenden Batterien öffnen lassen. Insgesamt wurden 150 Tonnen Chlorgas nach dem Blasverfahren eingesetzt. Es bildete sich eine 6 km breite, 600–900 m tiefe Gaswolke, die auf die französischen und kanadischen Truppen bei Sint-Juliaan zutrieb.
Die durch Gasmasken aus Natriumthiosulfat- und Sodalösung getränkten Mullkissen geschützte deutsche Infanterie rückte in kompakten Linien vor. 35 Minuten nach dem Ende dem Abblasen des Giftgases hatte die deutsche Infanterie vier Kilometer Terrain gewonnen, ohne einen einzigen Schuss abgegeben zu haben. Am Ende des Tages wurden von 15.000 mit Kampfgas angegriffenen Soldaten 5.000 als gefallen und 5.000 gefangen genommen gemeldet, dazu wurden 60 Geschütze erobert.
Im Laufe des Ersten Weltkrieges wurden von den deutschen Gastruppen zwischen April 1915 und September 1917 insgesamt etwa 50 Angriffe mit dem Blasverfahren geführt, wobei wegen der wechselnden Windrichtung teilweise auch eigene Soldaten gefährdet wurden. Ihren mengenmäßigen Höhepunkt erreichten die deutschen Blasangriffe am 19. und 20. Januar 1916, als an der Marne bei Reims 500 Tonnen einer Chlorgas-Mischung freigesetzt wurden.
Anstatt von Chlorgas mit Zusätzen wurde ab Ende April 1917 auch bei Blasangriffen überwiegend Grünkreuz-1 als Kampfstoff eingesetzt, das zu verschiedenen Anteilen aus Diphosgen und Chlorpikrin bestand. Mit zunehmender Ausbreitung des Gaskrieges, der flächendeckenden Einführung von Gasmasken und besseren Vorbereitung der alliierten Truppen in vorderster Linie wurden effektive Angriffe mit dem Blasverfahren jedoch unmöglich. Ab dem Frühjahr 1916 wurden die Blasangriffe zunächst an der Westfront reduziert, ab dem Sommer 1917 auch an der Ostfront.
In den letzten Kriegsjahren stellten alle kriegführenden Nationen die Blasangriffe zugunsten neu entwickelter Gasgeschosse ein. Durch den Einsatz von Giftgasgranaten und Gasminenwerfern anstatt des Blasverfahrens sollte ein von Wind und Wetter unabhängiger Einsatz der chemischen Kampfstoffe ermöglicht werden. Weitere Vorteile waren, dass so der Überraschungseffekt des Giftgases gewahrt blieb, eine Vielzahl von chemischen Substanzen unterschiedlichster Wirkung als Kampfstoff eingesetzt werden konnte, und die Verwendung chemischer Waffen nicht mehr auf eigens dafür trainierte Spezialtruppen beschränkt war.

### Angriffe mit Giftgas-Geschossen
An die Stelle der spezialisierten Gastruppen traten seit Anfang 1916 zunehmend Einheiten der regulären Artillerie, wodurch sich die Verwendung chemischer Kampfstoffe an der Front vervielfachte.

Bereits im September 1914 war Major Max Bauer, Leiter der Sektion II (schwere Artillerie, Minenwerfer, Festungen und Munition) der Obersten Heeresleitung, der Möglichkeit nachgegangen, bei der Sprengstoffproduktion anfallende Vorprodukte als chemische Waffen einzusetzen. Dabei dachte Bauer an Geschosse, die „durch eingeschlossene feste, flüssige oder gasförmige Stoffe den Gegner schädigen oder kampfunfähig machen“ sollten. Bis Oktober 1914 wurde auf Grund von Versuchen auf dem Schießplatz Wahn das „Ni-Geschoss“ entwickelt, das bei der Detonation eine pulverförmige Kombination von Dianisidin-Chlorhydrat und Dianisidinchlorsulfonat (Ni-Mischung) freisetzte, welche Augen und Atemwege reizte und den Tarnnamen „Niespulver“ erhielt. Organisiert durch Carl Duisberg wurden in wenigen Tagen große Stückzahlen dieser Granaten hergestellt und unter der Aufsicht Walther Nernsts am 27. Oktober 1914 an der Westfront bei Neuve-Chapelle gegen den Feind erstmals eingesetzt. Es kam aber zu keiner nennenswerten Beeinträchtigung des Gegners. Ähnlich wirkungslos blieben beim Fronteinsatz im Januar 1915 Granaten, die den flüssigen Augenreizstoff Xylylbromid enthielten. Sie wurden, da sie auf Arbeiten des Chemikers Hans Tappen beruhten, „T-Granaten“ genannt. Eine weitere deutsche Entwicklung war die Freisetzung des tödlich wirkenden Lungenkampfstoffes Phosgen aus der chemischen Reaktion zweier pulverförmiger Stoffe, die leichter zu lagern waren und von den Truppen in sogenannten „T-Hexa-Granaten“ verschossen wurden. Für diese Munition wurde Triphosgen (die „Hexa-Substanz“) mit Pyridin kombiniert, und Nernst entwickelte dafür geeignete Geschosse und Geschütze. Im März 1915 schrieb Duisberg über den neuen Kampfstoff: 
„Das wichtigste dabei ist aber dann die feste Hexa-Substanz, die als feines Pulver zerstäubt und, mit Pyridin infiziert, langsam, während sie sich in die Schützengräben hineinsenkt, in Phosgen umgewandelt wird. Dieses Chlorkohlenoxyd ist das gemeinste Zeug, das ich kenne.“

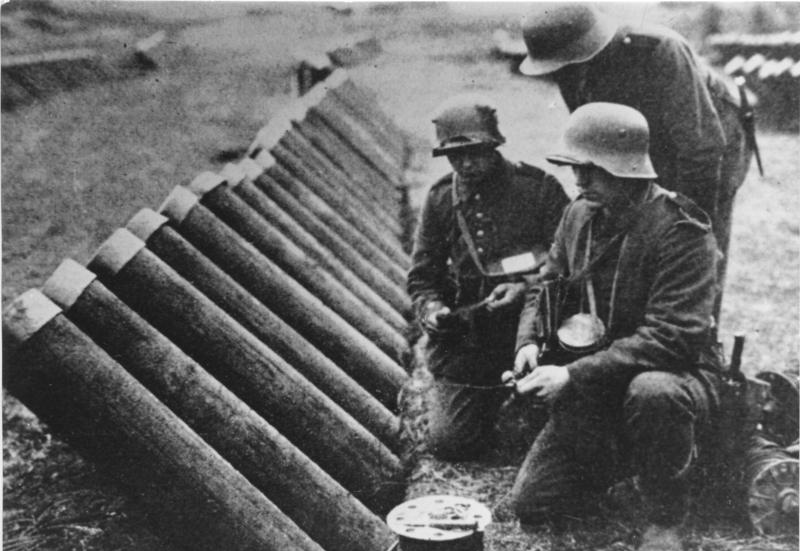
Deutsche Gaswerfer

Das Verschießen von mit Kampfstoffen gefüllten Granaten wurde ergänzt und abgelöst durch das Verschießen der Kampfstoffe in großen Trommeln oder Kanistern. Nernst entwickelte hierfür geeignete pneumatisch betriebene Minenwerfer. Am 29. Juli 1915 wurden von ihm entwickelte „C-Minen“, welche das als „K-Stoff“ bzw. „C-Stoff“ bezeichnete und als Reizgas wirkende Methylchlorformiat (ein Umsetzungsprodukt von Methanol und Phosgen) enthielten, erstmals mit ebenfalls von ihm entwickelten Minenwerfern an der russischen Front verschossen. Nernst überzeugte sich am 30. Juli und 1. August 1915 persönlich von der Wirkung der neuen Waffe, indem er gefangene Gegner untersuchte. Bauer berichtete darüber im August 1915: 
„Es war mir besonders eine große Genugtuung zu ersehen, dass selbst Freund Nernst, der anfänglich dem leichter flüchtigen K-Stoff etwas zweifelnd gegenüberstand, jetzt sein Loblied singt, nachdem er sich durch praktische Probe an der Front […] bei den gefangengenommenen Russen von der überlegenen Wirksamkeit überzeugen konnte.“
 Auf Grund dieser „durch praktische Probe an der Front“ erworbenen Erkenntnisse erstattete Nernst Anfang August 1915 an das Kriegsministerium ein „Gutachten über die Wirkung der Gasminen, verschossen mit dem mittleren Minenwerfer“. Er fand ihre Wirkung allerdings noch verbesserungsbedürftig und sorgte sich, dass sie im Winter nachlassen könnte.

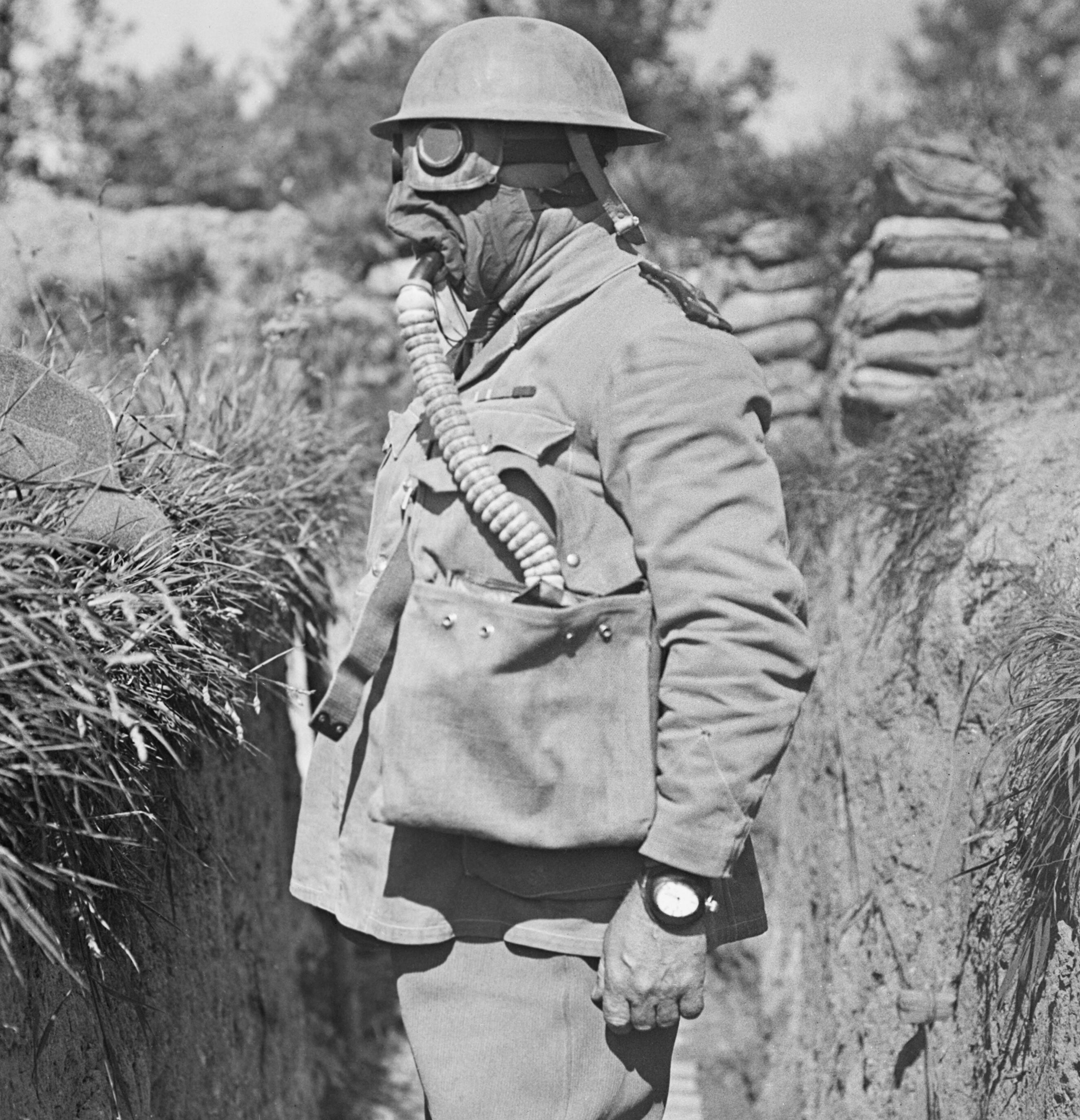
Gasschutz des Gegners: britischer Soldat im Juni 1916 mit small box respirator

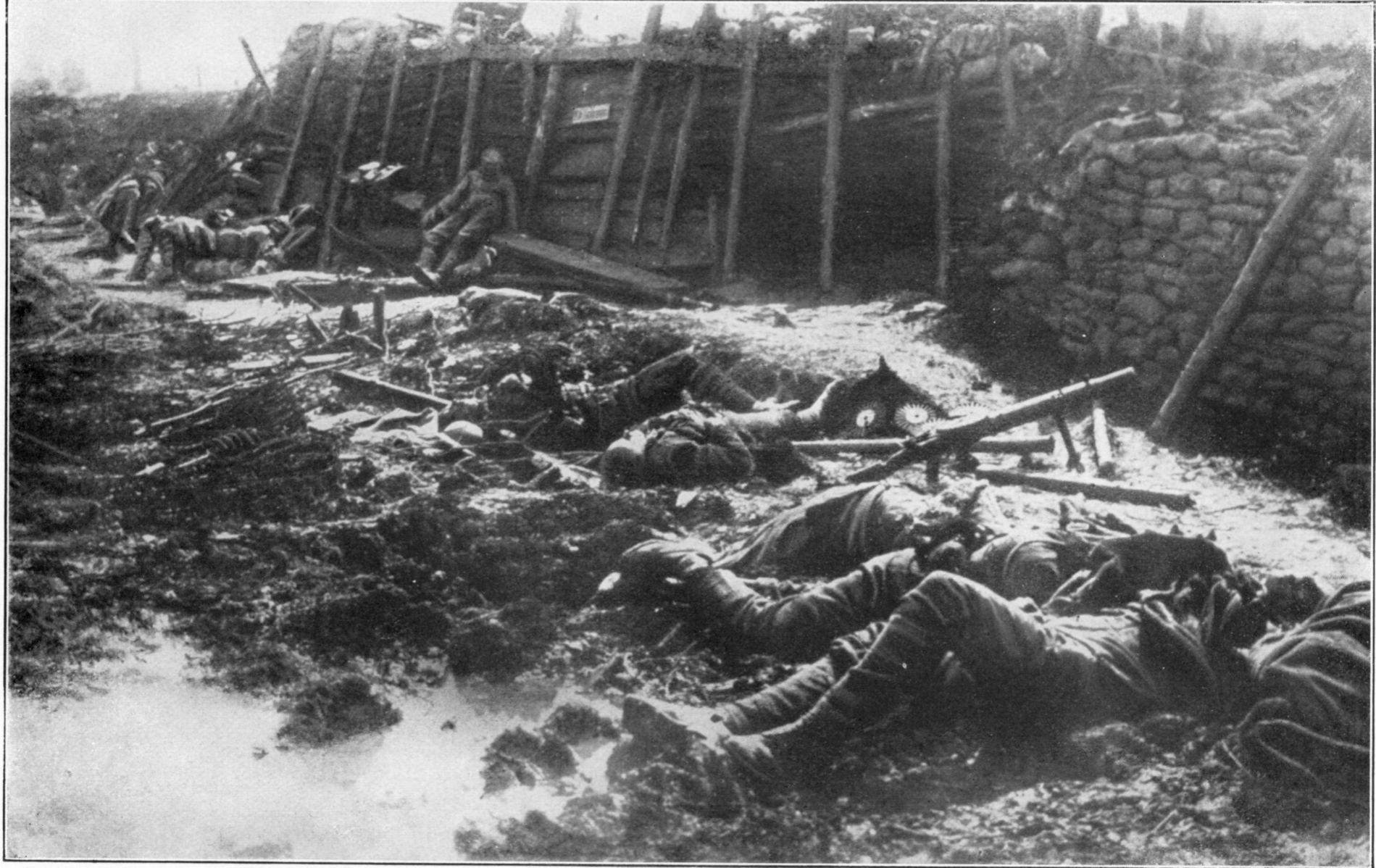
Gefallene britische Soldaten nach deutschem Gasangriff während der Schlacht von Fromelles im Juli 1916

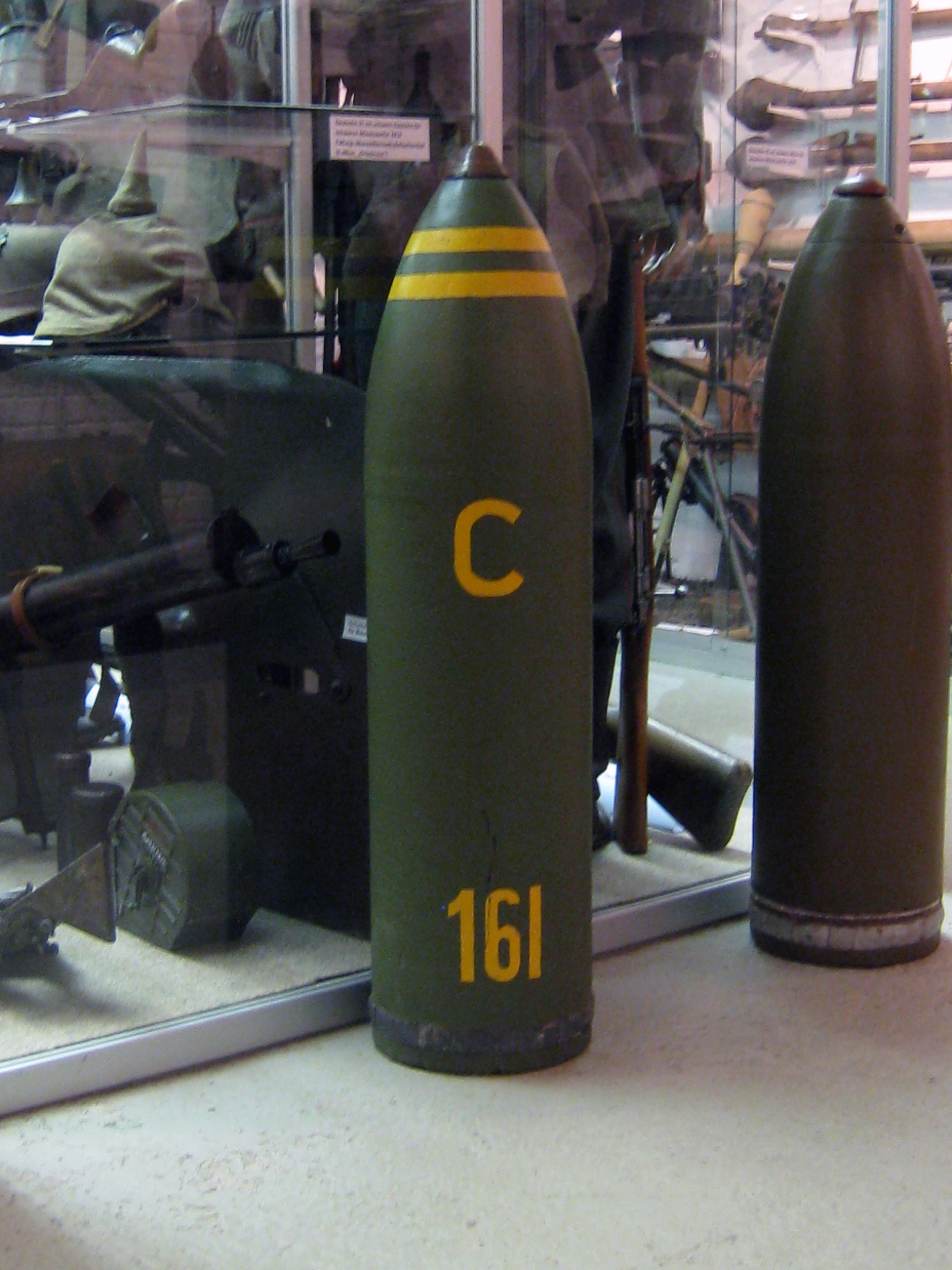
Deutsche 25 cm „Schwere Gasmine“ für den schweren Minenwerfer

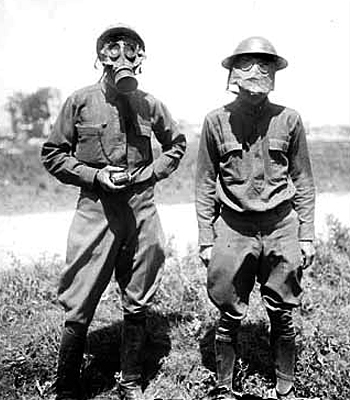
Gasschutz des Gegners: US-Soldaten mit Gasmasken, 1917

Nachdem im Februar 1916 französische Truppen an der Westfront erfolgreich ein „Gasschießen“ mit Phosgen-Granaten praktiziert hatten, ging man auch auf deutscher Seite zur Verwendung von Geschossen über, die mit flüssigem Diphosgen („Per-Stoff“) gefüllt waren. Diese tödlich wirkende Munition wurde maßgeblich von Nernst entwickelt und auf kurze Distanz in langsam fliegenden Behältern verschossen, bei größeren Abständen in Artilleriegranaten.
Während der Schlacht um Verdun (21. Februar bis 19. Dezember 1916) führten deutsche Truppen von Juni bis Oktober 1916 eine Offensive gegen französische Stellungen bei Fleury, Thiaumont und auf dem Höhenrücken Côte Froide Terre durch. Der Angriff am 23. Juni 1916 begann auf einer Frontbreite von drei Kilometern, der seit dem 21. Juni mit heftigem Artilleriefeuer auf die französischen Stellungen vorbereitet worden war. Zuletzt feuerten die deutschen Artilleristen Tausende von Diphosgen-gefüllten Grünkreuz-Granaten auf die französischen Geschützbatterien, um die gegnerische Infanterie ihres Schutzes zu berauben. Die aufgeschlagenen Grünkreuz-Geschosse explodierten nicht direkt und wurden von manchen Franzosen zunächst für Blindgänger gehalten. Innerhalb kurzer Zeit aber entfaltete das Giftgas eine verheerende Wirkung: die verfügbaren französischen Gasmasken schützten ihre Träger nur bedingt vor dem neuen Kampfstoff. Zahlreiche Franzosen flohen in Panik, während andere unter Qualen die Stellung hielten. Auf den Gasangriff folgte ein weiteres heftiges Bombardement. Als das Geschützfeuer in den frühen Morgenstunden des 23. Juni eingestellt wurde, verließen die deutschen Infanteristen ihre Schützengräben und gingen zum Sturmangriff über. Sie erreichten bald Fleury, denn viele französische Schützengräben waren nicht mehr besetzt und konnten nur geringen Widerstand leisten. Am 11. Juli erfolgte ein weiterer Angriff auf Souville, St. Michel und Belleville. Die Artillerievorbereitung mit Gasgranaten hatte hier jedoch nicht den gewünschten Erfolg, da die französischen Truppen mittlerweile verbesserte Gasmasken trugen. Weiterhin wehten Westwinde das verschossene Gas in die deutschen Stellungen zurück, wo es zu Toten führte.
Bis Mitte des Jahres 1917 wurden von den Deutschen weitere neue Substanzen entwickelt und eingesetzt, welche die bereits verfügbaren Kampfstoffe (Grünkreuz, Rotkreuz, Weißkreuz) ergänzten. Bei diesen neuen Kampfstoffen handelte es sich um Blaukreuz und Gelbkreuz.
Erstmals wurde Blaukreuz am 10. bis 11. Juni 1917 bei Nieuwpoort in Belgien gegen alliierte Truppen verschossen. Blaukreuz kam wenig später auch beim sogenannten „Buntschießen“ zum Einsatz, wie von Oberst Georg Bruchmüller erfunden wurde. Dieses Verfahren wurde beispielsweise bei der Deutschen Frühjahrsoffensive vom 21. März bis 17. Juli 1918 in Nordfrankreich angewandt: Nach einem kurzen Artillerieschlag mit gemischtem Einsatz von Spreng- und Gasgranaten sollten Sturmbataillone nachrücken und verbliebene Widerstandsnester ausräumen. Der gemischte Gaseinsatz der deutschen Artillerie bestand dabei aus zwei Angriffsserien. Die erste Serie, bei der zum Maskenbrechen flüchtige, auf Nase und Rachen wirkende Reizstoffe (Blaukreuz) in Verbindung mit tödlichen Lungenkampfstoffen (Grünkreuz) auf die gegnerischen Stellungen verfeuert wurden, hatte ein Verhältnis von 30 % Spreng- zu 70 % Gasgranaten. Die zweite Serie bestand nur aus Sprenggranaten.
Gelbkreuz, der andere neue chemische Kampfstoff, wurde von deutschen Truppen erstmals in der Nacht vom 12. zum 13. Juli 1917, also nur kurz nach dem ersten Einsatz von Blaukreuz, bei Ypern gegen alliierte Soldaten verwendet. Bei diesem Angriff wurden Granaten mit rund 125 Tonnen Gelbkreuz verschossen. Da die neuen Granaten über eine sehr geringe Sprengkraft verfügten und kein Rauch wie bei Phosgen oder Blausäure zu sehen war, glaubten die französisch-britischen Streitkräfte zuerst an einen Trick der deutschen Truppen und verzichteten auf das Aufsetzen ihrer Gasmasken. Daraufhin mussten ca. 2.000 Verletzte und 50 bis 60 Tote gemeldet werden. Im November 1917 wurde der Wald von Bourlon bei Cambrai gezielt mit Gelbkreuz verseucht, um den Gegner am Vormarsch zu hindern.

Der deutsche Militärwissenschaftler George Soldan beschrieb die Varianten des Giftgaseinsatzes ein Jahrzehnt später so:
„Die Gaskampfmethode beabsichtigte, den Gegner durch Anwendung von Reizstoffen aus seinen festen Stellungen zu treiben, ihn für längere Zeit oder dauernd kampfunfähig zu machen und den jeweils benutzten Gasschutz unwirksam zu gestalten. Gelbkreuzkampfstoff war geruchlos und verursachte Entzündungen. Im Felde wurde Blaukreuz- und Grünkreuzmunition (gleichzeitig als Buntkreuz bezeichnet) verwendet, um den Gegner durch Blaukreuz zum Abreißen der Maske zu zwingen, da es diese durchdringt, sodaß er sich der Giftwirkung von Grünkreuz aussetzte. In den meisten Fällen räumte der Gegner, sobald die Buntkreuzwirkung bekannt war, das Gebiet.“

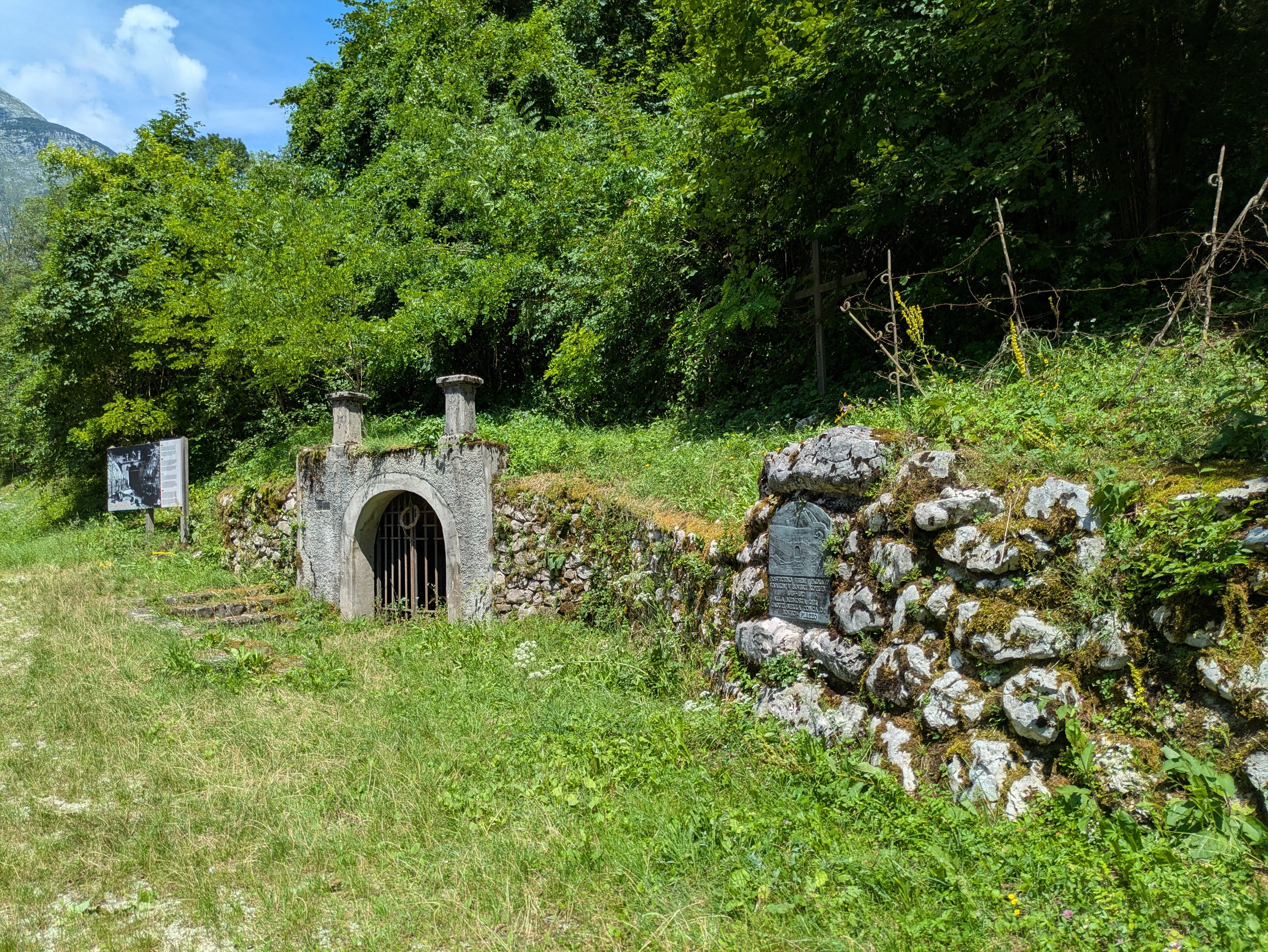
Gedenkstätte südlich von Bovec für den Giftgas-Angriff am 24. Oktober 1917 zum Auftakt der 12. Isonzoschlacht

Angesichts der gesteigerten Bedeutung der Giftgas-Einsatzes durch Artillerie sowie der neu verfügbaren chemischen Kampfstoffe wurden die verbliebenen Einheiten der deutschen Gastruppen im Verlauf des Sommers 1917 auf die neuen Waffensysteme umgerüstet. So wurde etwa das Pionier-Regiment Nr. 35 von Juli bis Mitte September 1917 vom westlichen Kriegsschauplatz abgezogen, nach Machalt bei Reims verlegt und zusammen mit dem Pionier-Regiment Nr. 36 umorganisiert. Anschließend erfolgte von Mitte September bis Anfang Oktober 1917 eine Ausbildung an neuem Gasgerät bei Sedan. Einheiten der umorganisierten Gastruppe wurden sodann an die Südfront verlegt, wo Soldaten des nunmehrigen Pionierbataillons 35 der k.u.k. 22. Schützen-Division unterstellt wurden und zum Auftakt der 12. Isonzoschlacht am 24. Oktober 1917 bei Flitsch (Slowenien) einen Minenwerfer-Angriff mit 70.000 Grün- und Blaukreuzgranaten gegen italienische Truppen durchführten.

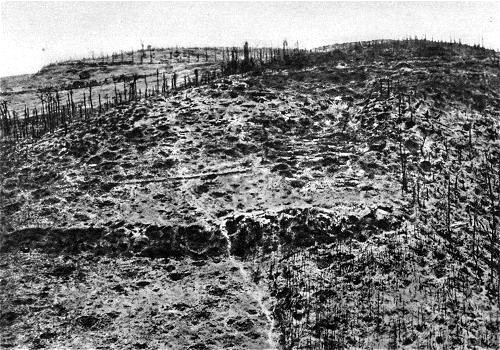
Kemmelberg nach den Kämpfen von 1918

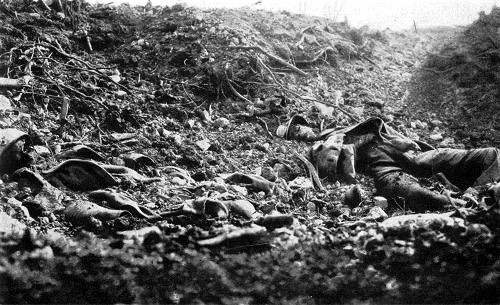
Gefallene Soldaten auf dem Kemmelberg

Die Verwendung von Giftgasgranaten und Gasminenwerfern anstelle des Blasverfahrens erhöhte die Wirksamkeit des Giftgaseinsatzes wesentlich. Im Kriegsjahr 1918 war etwa ein Drittel aller verwendeten Artilleriegranaten mit chemischen Kampfstoffen gefüllt; laut Harris/Paxman wurden zu diesem Zeitpunkt rund 94 Prozent aller Giftgaseinsätze mittels Artilleriebeschuss durchgeführt.
Ein Beispiel für die Häufigkeit des Einsatzes von Giftgas im letzten Jahr des Ersten Weltkriegs ist etwa die Vierte Flandernschlacht (18. März bis zum 29. April 1918). Die Auseinandersetzungen wurden am 18. März mit dem Beschuss der alliierten Stellungen mit Gasgranaten eröffnet. Der Hauptangriff der deutschen Truppen begann nach starker Artillerievorbereitung am 9. April, nachdem die gegnerischen Truppen bereits seit 7. April dem deutschen Gasbeschuss ausgesetzt waren. Am 10. April eroberten die deutschen Truppen Armentières, gleichzeitig erfolgte eine Offensive nördlich der Lys mit der Einnahme von Messines (Mesen) und Bailleul. Nachdem die Alliierten bis 19. April einen ersten deutschen Angriff auf den Kemmelberg abgewehrt hatten, begannen die Kämpfe am 25. April erneut. Die ganze Nacht vorher hatten die Deutschen Gasgranaten auf die gegnerischen Stellungen gefeuert, welche unter anderem mit Luftangriffen verteidigt wurden. Um 6 Uhr morgens stürmte das Deutsche Alpenkorps den Kemmelberg, ehe die Vierte Flandernschlacht am 29. April 1918 beendet wurde.
Nach dem Waffenstillstand am 11. November 1918 erfolgte die Rückverlegung der verbliebenen deutschen Truppen von den Kriegsschauplätzen ins Deutsche Reich, wo die ehemaligen Spezialtruppen für den Gaskampf ab Dezember 1918 ebenso wie die übrigen Landstreitkräfte des Deutschen Kaiserreiches demobilisiert wurden.

## Liste der Einsätze (Auszug)
Die folgende Tabelle listet einen Teil der Kampfeinsätze auf, die während des Ersten Weltkriegs von deutschen Truppen mit Giftgas durchgeführt wurden.

### Kriegsjahr 1915
| Datum           | Kriegsschauplatz | deutsche Einheit                                        | Gegner                                     | Anmerkung |
| --------------- | ---------------- | ------------------------------------------------------- | ------------------------------------------ | --- |
| 22. April       | Westfront        | Gasregiment „Peterson“ (später Pionier-Regiment Nr. 35) | französische und kanadische Truppen        | Blasangriff bei Ypern (Belgien) zwischen Bixschoote und Langemarck zum Aufrakt der Zweiten Flandernschlacht, insgesamt 150 Tonnen Chlorgas abgeblasen. |
| 24. April       | Westfront        | ?                                                       | alliierte Truppen (1. kanadische Division) | Blasangriff bei Ypern (Belgien) im Raum Sint-Juliaan. Am 24. Mai kamen durch den Chlorgasangriff sowie Artilleriebeschuss im Ypernbogen 5.000 alliierte Soldaten um, darunter John Condon, der lange Zeit als jüngster Gefallener der Alliierten im Ersten Weltkrieg galt. |
| 01. bis 5. Mai  | Westfront        | ?                                                       | britische Truppen                          | Blasangriff bei Ypern (Belgien) im Kampf um Höhe 60 |
| 01. Mai         | Westfront        | Pionier-Regiment Nr. 35                                 | britische Truppen                          | Blasangriff bei Loos-en-Gohelle (Frankreich) |
| 02. Mai         | Westfront        | ?                                                       | britische Truppen                          | Blasangriff bei Ypern (Belgien), nördlich von Wieltje beim Gefechtsstand Mouse Trap Farm |
| 05. Mai         | Westfront        | ?                                                       | britische Truppen                          | Blasangriff bei Loos-en-Gohelle (Frankreich) |
| 06. Mai         | Westfront        | Pionier-Regiment Nr. 35                                 | britische Truppen                          | Blasangriff bei Loos-en-Gohelle (Frankreich) |
| 10. Mai         | Westfront        | Pionier-Regiment Nr. 35                                 | britische Truppen                          | Blasangriff bei Loos-en-Gohelle (Frankreich) |
| 23. und 24. Mai | Westfront        | 3. Kompanie/Pionier-Regiment Nr. 35                     | alliierte Truppen                          | Blasangriff östlich und südöstlich von Ypern (Belgien). Am Morgen des 24. Mai erfolgte ein kombinierter Angriff mit Chlorgas sowie Artillerie auf alliierte Stellungen zwischen Menin Road und Sanctuary Wood, wobei das Abblasen des Giftgases über vier Stunden lang dauerte und noch in der Stadt Ypern selbst deutlich spürbar war.                                                             |
| 24. Mai         | Westfront        | Pionier-Regiment Nr. 35                                 | britische Truppen                          | Blasangriff bei Loos-en-Gohelle |
| Ende Mai        | Ostfront         | ?                                                       | russische Truppen                          | Blasangriff bei Bolimów an der Bzura (Polen) mit Chlorgas und bis zu ca. 5 % Phosgen als Beimischung, insgesamt 240 Tonnen Giftgas. |
| 31. Mai         | Westfront        | ?                                                       | französische Truppen                       | Blasangriff bei Ypern (Belgien) mit 95 % Chlorgas und 5 % Phosgen als Beimischung. |
| 12. Juni        | Ostfront         | ?                                                       | russische Truppen                          | Blasangriff mit Chlorgas und 5 % Phosgen |
| 06. Juli        | Ostfront         | ?                                                       | russische Truppen                          | Blasangriff mit Chlorgas und 5 % Phosgen |
| 29. Juli        | Ostfront         | ?                                                       | russische Truppen                          | Testangriff mit Gasminenwerfern, bei dem „C-Minen“ mit dem unter Nernst entwickelten „C-“ bzw. „K-Stoff“ eingesetzt wurden. |
| 06. August      | Ostfront         | ?                                                       | russische Truppen                          | Blasangriff mit Chlorgas auf die Festung Osowiec zur Vorbereitung des Angriffs der 11. Landwehr-Division. Da die freigesetzte Gaswolke bei einer geschätzten Breite von 8 Kilometern nur eine Höhe von 10 bis 15 Metern erreichte, blieben einige gegnerische Soldaten abwehrbereit. Dies wurde von der alliierten Presse als „Kampf der toten Männer“ umschrieben.                                 |
| 19. Oktober     | Westfront        | 3. Kompanie/Pionier-Regiment Nr. 35                     | französische Truppen                       | Blasangriff bei Pontfaverger an der Marne zur Abwehr eines bei Heutrégiville erwarteten Angriffes. Die 3. Kompanie war von Mitte August 1915 bis Ende Mai 1916 der 29. Infanterie-Division östlich Reims (Frankreich) zugeteilt. |
| 29. Oktober     | Westfront        | 3. Kompanie/Pionier-Regiment Nr. 35                     | französische Truppen                       | Blasangriff bei Pontfaverger an der Marne zur Abwehr eines bei Heutrégiville erwarteten Angriffes. |
| 26. November    | Westfront        | 3. Kompanie/Pionier-Regiment Nr. 35                     | alliierte Truppen                          | Blasangriff bei Montfaucon |
| 19. Dezember    | Westfront        | ?                                                       | britische Truppen                          | Angriff bei Wieltje nordöstlich von Ypern in Flandern. An der Frontlinie zwischen Boezinge, Pilckem und Verlorenhoek wurde im Blasverfahren eine Chlor-Phosgen-Mischung eingesetzt, insgesamt 180 Tonnen Giftgas. Auf den Blasangriff folgte ein Artillerieangriff mit Giftgasgranaten. In der englischsprachigen Literatur wird dies mitunter als „der erste deutsche Phosgen-Angriff“ bezeichnet. |

### Kriegsjahr 1916
| Datum                    | Kriegsschauplatz | deutsche Einheit                    | Gegner               | Anmerkung |
| ------------------------ | ---------------- | ----------------------------------- | -------------------- | --- |
| Januar                   | Westfront        | 3. Kompanie/Pionier-Regiment Nr. 35 | alliierte Truppen    | Blasangriff bei Péronne an der Somme (Frankreich). |
| 19. und 20. Januar       | Westfront        | Pionier-Regiment Nr. 36             | alliierte Truppen    | Blasangriff an der Marne bei Reims (Frankreich), insgesamt 500 Tonnen Chlor abgeblasen, mengenmäßiger Höhepunkt der deutschen Blasangriffe im Ersten Weltkrieg. |
| 21. Februar              | Westfront        | 3. Kompanie/Pionier-Regiment Nr. 35 | alliierte Truppen    | Blasangriff bei Liancourt (Frankreich). |
| 27. April                | Westfront        | Pionier-Regiment Nr. 36             | britische Truppen    | Blasangriff in Hulluch nördlich von Loos-en-Gohelle (Frankreich) mit Chlor-Phosgen-Mischung, insgesamt 3.800 Gasflaschen. |
| 29. April                | Westfront        | Pionier-Regiment Nr. 36             | britische Truppen    | Blasangriff in Hulluch nördlich von Loos-en-Gohelle mit Chlor-Phosgen-Mischung. Während des Angriffes drehte der Wind und blies das Giftgas in die deutschen Stellungen zurück, wo es ca. 1.500 Tote und Verwundete forderte. |
| 30. April                | Westfront        | ?                                   | britische Truppen    | Blasangriff in Heuvelland bei Ypern. Auf einer Frontlänge von 3,2 km wurde eine Chlor-Phosgen-Mischung aus 2.000 größeren sowie 3.000 kleineren Gasflaschen von deutschen Stellungen zwischen La Petit Douve und Spanbroekmolen auf gegnerische Truppen bei Wulverghem abgeblasen, wobei sich die Gaswolke bis in die französische Stadt Bailleul erstreckte – siehe Karte.                                                                          |
| 19. Mai                  | Westfront        | 3. Kompanie/Pionier-Regiment Nr. 35 | russische Truppen    | Blasangriff bei St. Souplet an der Somme. Der dafür notwendige Einbau von Gasflaschen-Batterien südlich von St. Souplet hatte Anfang März 1916 begonnen. |
| 16. und 17. Juni         | Westfront        | ?                                   | britische Truppen    | Blasangriff in Heuvelland bei Ypern mit Chlor-Phosgen-Mischung. Das Gas wurde, wie schon am 30. April 1916, aus deutschen Stellungen entlang der Front zwischen La Petit Douve und Spanbroekmolen auf britische Truppen bei Wulverghem abgeblasen. |
| 22. und 23. Juni         | Westfront        | ?                                   | französische Truppen | Angriff bei Verdun im Raum Fort de Souville und Fort de Tavannes, erster Einsatz von Diphosgen-gefüllten Grünkreuz-Granaten. In der Nacht auf den 23. Juni 1916 wurden binnen sechs Stunden rund 110.000 Gasgranaten ins französische Hinterland von Fleury gefeuert. |
| 02. Juli                 | Ostfront         | 3. Kompanie/Pionier-Regiment Nr. 35 | russische Truppen    | Blasangriff bei Smarhon im Rahmen der Brussilow-Offensive im Abschnitt östlich Smarhon–Baranawitschy (Belarus). |
| 19. Juli                 | Westfront        | ?                                   | alliierte Truppen    | Blasangriff bei Fromelles westlich von Lille (Frankreich) zum Auftakt der Schlacht von Fromelles, wobei Giftgas, vermutlich auf der Basis von Phosgen, gegen alliierte Truppen eingesetzt wurde. Der Angriff überwiegend australischer Truppen auf die deutschen Stellungen war als Entlastungsangriff für die Schlacht an der Somme geplant, ging aber als die größte Niederlage australischer Truppen in einem einzigen Tag in die Geschichte ein. |
| 28. Juli bis 4. November | Ostfront         | Pionier-Regiment Nr. 36             | russische Truppen    | Blasangriffe während der Schlacht bei Kowel (28. Juli 1916 bis 4. November 1916) in der Ukraine im Rahmen der Brussilow-Offensive. Das Pionier-Regiment Nr. 36 war dabei zeitweise der 121. Infanterie-Division bzw. der 10. Armee unterstellt. |
| 02. August               | Ostfront         | 3. Kompanie/Pionier-Regiment Nr. 35 | russische Truppen    | Blasangriff bei Smarhon im Rahmen der Brussilow-Offensive im Abschnitt östlich Smarhon-Baranawitschy. |
| 03. September            | Ostfront         | 3. Kompanie/Pionier-Regiment Nr. 35 | russische Truppen    | Blasangriff auf russische Stellungen an der Schtschara bei Baranawitschy im Rahmen der Brussilow-Offensive im Abschnitt östlich Smarhon-Baranawitschy. |
| 06. Oktober              | Ostfront         | 3. Kompanie/Pionier-Regiment Nr. 35 | russische Truppen    | Blasangriff an der Schtschara im Rahmen der Brussilow-Offensive im Abschnitt östlich Smarhon–Baranawitschy. |
| 28. November             | Ostfront         | 3. Kompanie/Pionier-Regiment Nr. 35 | russische Truppen    | Blasangriff an der Schtschara im Rahmen der Brussilow-Offensive im Abschnitt östlich Smarhon–Baranawitschy. |

### Kriegsjahr 1917
| Datum            | Kriegsschauplatz | deutsche Einheit                    | Gegner                                                            | Anmerkung |
| ---------------- | ---------------- | ----------------------------------- | ----------------------------------------------------------------- | --- |
| 31. Januar       | Westfront        | 3. Kompanie/Pionier-Regiment Nr. 35 | alliierte Truppen                                                 | Blasangriff bei Époye an der Marne (Frankreich). Dieser Einsatz nordöstlich Reims steht in Zusammenhang mit den deutschen Operationen um Verdun sowie an der Aisne. |
| 07. April        | Westfront        | 3. Kompanie/Pionier-Regiment Nr. 35 | alliierte Truppen                                                 | Blasangriff bei Thiaucourt (Frankreich). Dieser Einsatz südwestlich von Metz und nordöstlich Reims steht in Zusammenhang mit den deutschen Operationen um Verdun sowie an der Aisne. |
| 0Mai             | Westfront        | ?                                   | alliierte Truppen                                                 | Angriff bei Berry-au-Bac (Frankreich), erster Einsatz von Grünkreuz-Granaten mit dem neuartigen Lungenkampfstoff Phenylcarbylaminchlorid |
| 10. und 11. Juni | Westfront        | ?                                   | alliierte Truppen                                                 | Angriff bei Nieuwpoort (Belgien), erster Einsatz von Blaukreuz-gefüllten Granaten |
| 01. Juli         | Westfront        | 3. Kompanie/Pionier-Regiment Nr. 35 | alliierte Truppen                                                 | Blasangriff bei Thiaucourt (Frankreich). Dieser Einsatz südwestlich von Metz und nordöstlich Reims steht in Zusammenhang mit den deutschen Operationen um Verdun sowie an der Aisne. |
| 12. und 13. Juli | Westfront        | ?                                   | britische Truppen                                                 | Angriff bei Ypern, erster Einsatz von Gelbkreuz-gefüllten Granaten, wobei insgesamt etwa 125 Tonnen dieses neuen Kampfstoffes verschossen wurden. |
| 1 September      | Ostfront         | ?                                   | russische Truppen                                                 | Im Rahmen der Schlacht um Riga erfolgte ein Angriff auf russische Truppen mit Grün- und Blaukreuzgranaten über den Fluss Düna hinweg; der Artillerieplan dazu stammte von Georg Bruchmüller. |
| 24. Oktober      | Südfront         | Pionier-Bataillon 35                | italienische Truppen (Infanterieregiment 87 der Brigade “Friuli”) | Gasminenwerfer-Angriff südlich von Flitsch (Slowenien), bei dem die Naklo-Schlucht mit 70.000 Grün- und Blaukreuzgranaten mit den an der Südfront neuen Substanzen Chlorarsen und Diphosgen beschossen wurde. Dieser Einsatz, für den das Pionier-Bataillon 35 der k.u.k. 22. Schützen-Division unterstellt war, erfolgte zum Auftakt der 12. Isonzoschlacht. |
| November         | Westfront        | ?                                   | alliierte Truppen                                                 | Einsatz von Gelbkreuz-gefüllten Granaten während der Schlacht von Cambrai, um im Wald von Bourlon bei Cambrai (Frankreich) für den Feind nicht mehr betretbare verseuchte Räume zu schaffen. |
| 06. Dezember     | Westfront        | 3. Kompanie/Pionier-Bataillon 35    | alliierte Truppen                                                 | Gasminenwerfer-Angriff im Raum südlich Dieuze (Frankreich) zur Unterstützung der Bay. 1. Landwehr-Division bei Réchicourt. |
| 28. Dezember     | Westfront        | 3. Kompanie/Pionier-Bataillon 35    | alliierte Truppen                                                 | Gasminenwerfer-Angriff im Raum südlich Dieuze zur Unterstützung der 48. Landwehr-Division südlich Leintrey. |

### Kriegsjahr 1918
| Datum            | Kriegsschauplatz | deutsche Einheit                 | Gegner            | Anmerkung |
| ---------------- | ---------------- | -------------------------------- | ----------------- | --- |
| 26. Januar       | Westfront        | 3. Kompanie/Pionier-Bataillon 35 | alliierte Truppen | Gasminenwerfer-Angriff zur Unterstützung der Bay. 4. Infanterie-Division südlich Thiaucourt (Frankreich). |
| 15. Februar      | Westfront        | 3. Kompanie/Pionier-Bataillon 35 | alliierte Truppen | Gasminenwerfer-Angriff zur Unterstützung der Bay. 4. Infanterie-Division südlich Thiaucourt (Frankreich). |
| 22. Februar      | Westfront        | 3. Kompanie/Pionier-Bataillon 35 | alliierte Truppen | Gasminenwerfer-Angriff zur Unterstützung der 78. Reserve-Division südwestlich Thiaucourt (Frankreich). |
| 01. März         | Westfront        | 3. Kompanie/Pionier-Bataillon 35 | alliierte Truppen | Gasminenwerfer-Angriff zur Unterstützung der 78. Reserve-Division südwestlich Thiaucourt (Frankreich). |
| 10. bis 13. März | Westfront        | ?                                | alliierte Truppen | Angriff bei Cambrai (Frankreich) mit Gelbkreuz-gefüllten Granaten. Innerhalb von vier Tagen wurden etwa 150.000 dieser Granaten auf alliierte Stellungen verschossen, davon allein 20.000 innerhalb von 15 Stunden auf Armentières, wo „flüssiges Senfgas wie Regenwasser in den Abflussrinnen der Strassen floss“ (Harris/Paxman). In den Wochen danach mussten die alliierten Lazarette etwa 20.069 verletzte Soldaten behandeln, wobei die Giftwirkung erst allmählich einsetzte und die alliierten Truppen zusätzlich lähmte. |
| 21. März         | Westfront        | 3. Kompanie/Pionier-Bataillon 35 | alliierte Truppen | Gasminenwerfer-Angriff bei Gauchy (Frankreich). Dieser Einsatz an der Siegfriedstellung bei Saint-Quentin steht in Zusammenhang mit der deutschen Frühjahrsoffensive in der „Zone rouge“. |
| 06. April        | Westfront        | 3. Kompanie/Pionier-Bataillon 35 | alliierte Truppen | Gasminenwerfer-Angriff auf die Südvorstadt von Chauny (Frankreich). Dieser Einsatz an der Siegfriedstellung bei Saint-Quentin steht in Zusammenhang mit der Frühjahrsoffensive in der „Zone rouge“. |
| 02. Mai          | Westfront        | 3. Kompanie/Pionier-Bataillon 35 | alliierte Truppen | Gasminenwerfer-Angriff auf Courcy in Zusammenhang mit der Offensive auf Reims. |
| 27. Mai          | Westfront        | 3. Kompanie/Pionier-Bataillon 35 | alliierte Truppen | Gasminenwerfer-Angriff auf den Aisne-Marne-Kanal zum Auftakt der Schlacht an der Aisne (1918) in Zusammenhang mit der Offensive auf Reims. |
| 18. Juni         | Westfront        | 3. Kompanie/Pionier-Bataillon 35 | alliierte Truppen | Gasminenwerfer-Angriff auf Reims. |
| 15. September    | Westfront        | 3. Kompanie/Pionier-Bataillon 35 | alliierte Truppen | Gasminenwerfer-Angriff auf Diksmuide. |
| 17. September    | Westfront        | 3. Kompanie/Pionier-Bataillon 35 | alliierte Truppen | Gasminenwerfer-Angriff auf Diksmuide. |